# Zeppelin-Denkmal (Zepelin)
Das Zeppelin-Denkmal ist das erste Zeppelin-Denkmal Deutschlands, das dem Grafen Ferdinand von Zeppelin am 31. Mai 1910 gewidmet wurde. Es liegt in der Waldung Zepeliner Holz in der Gemeinde Zepelin, unweit der Stadt Bützow.

## Geschichte
Nach der erfolgreichen Erfindung und dem Bau des lenkbaren Luftschiffs Zeppelin das zu einem stolzen Symbol für das gesamte deutsche Volk wurde, entstand während eines Treffens zwischen Friedrich Fensch, dem Amtshauptmann des Domanialamtes Bützow-Rühn, Oberlandbaumeister Adolph Prahst, der für die Distrikte Bützow und Warin verantwortlich zeichnete und seiner Stieftochter sowie Assistentin Hedwig von Zepelin (1853–1917) die Idee, zu Ehren des Grafen Ferdinand von Zeppelin, des Pioniers des lenkbaren Luftschiffs, ein Denkmal zu errichten.
Es wurde geplant, das Ehrenmal an der Wiege des Geschlechts in Zepelin zu errichten. Nach Rücksprache mit Friedrich Ahrens, dem Dorfschulzen von Zepelin, stellte sich jedoch heraus, dass kein geeigneter Platz für dieses Vorhaben gefunden werden konnte. In Gesprächen mit Forstmeister Robert von Schalburg, dem Leiter der Oberförsterei Bützow, entschloss man sich schließlich, das Denkmal im Zepeliner Holz zu errichten.

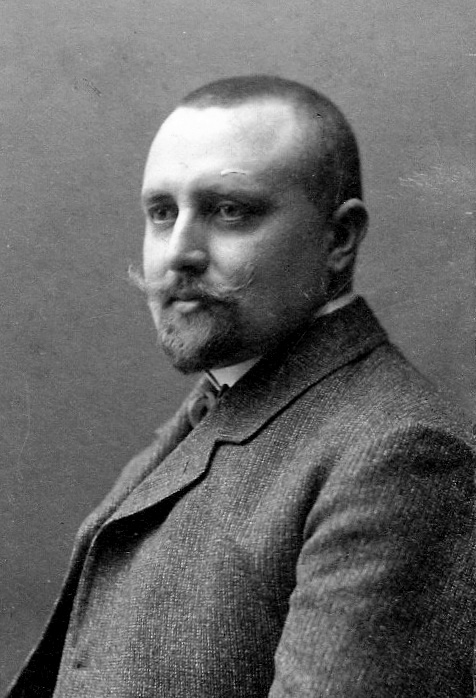
Amtshauptmann Friedrich Fensch
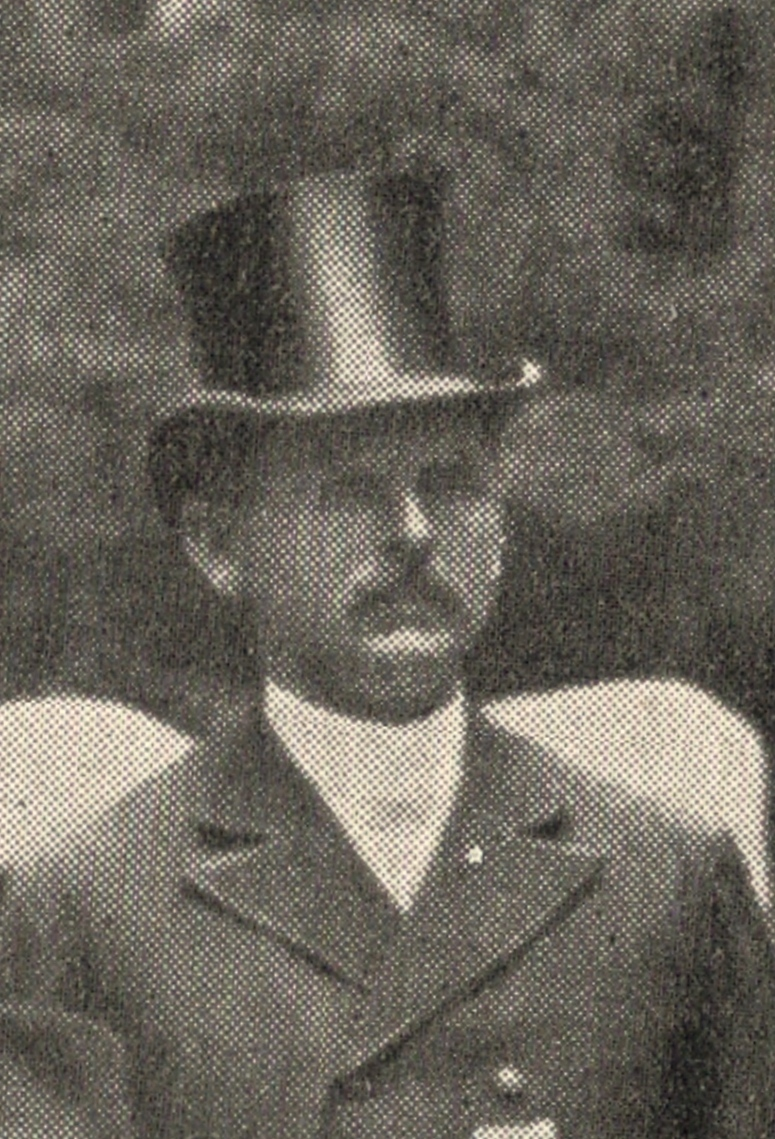
Oberlandbaumeister Adolph Prahst
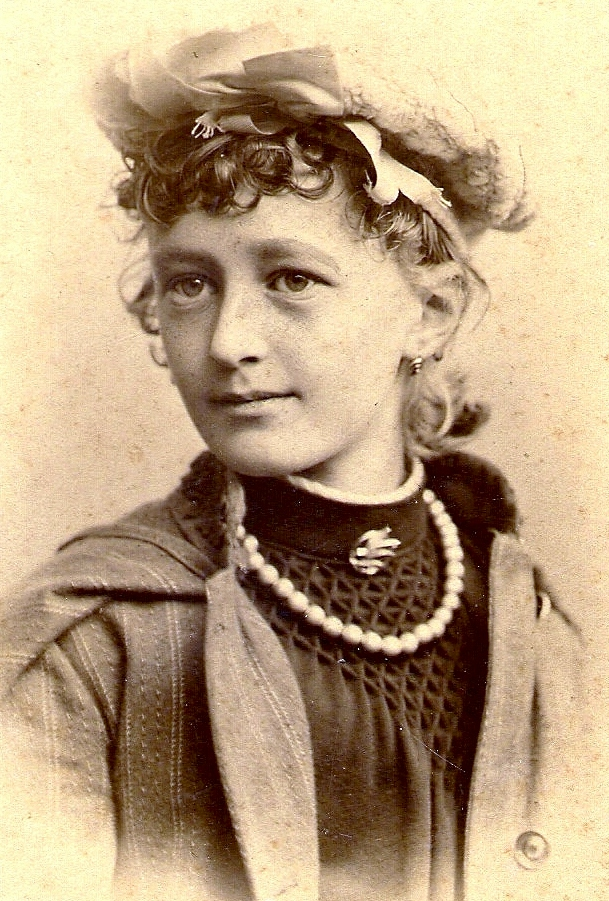
Hedwig von Zepelin

## Beschreibung
Auf einem Erdwall, der sich in einem flachen Bogen spannt, stehen 24 in römischer Zahlschrift nummerierte Findlinge aus Granit, die den 24 Hufen des Dorfes Zepelin entsprechen. Die Findlinge sind durchschnittlich einen Meter hoch und werden rechts und links von zwei 200 Jahre alten Eichen flankiert. Inmitten erhebt sich auf drei Granitsteinen ein Granitfindling von drei Meter Höhe.  Dieser Stein repräsentiert das Ursprungs-Geschlecht derer von und zu Zepelin. Das Denkmal wurde am 31. Mai 1910 eingeweiht.

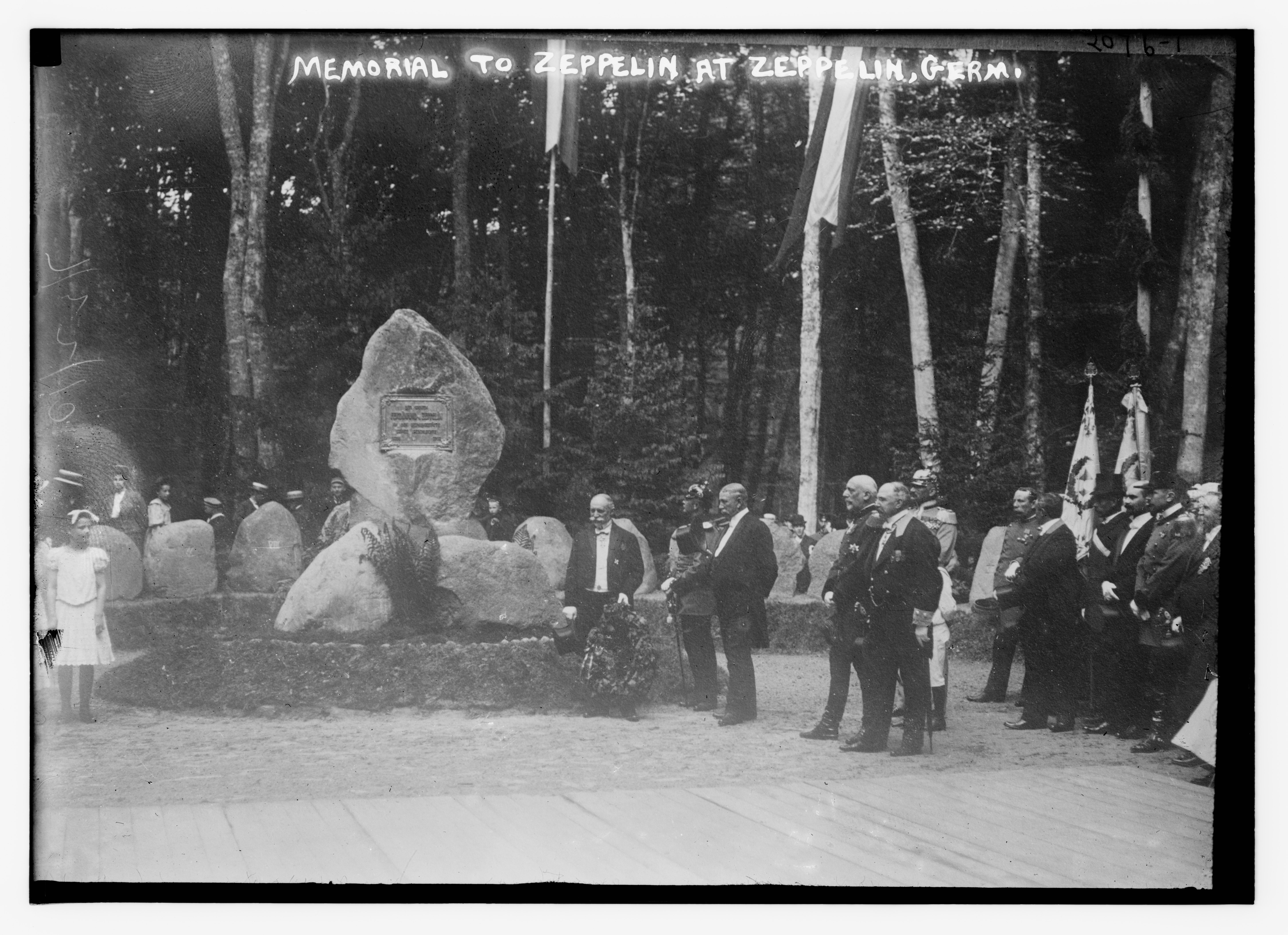
Einweihungsfeierlichkeiten. Den Grafen Ferdinand vertrat Graf Konstantin von Zeppelin aus Eberswalde.
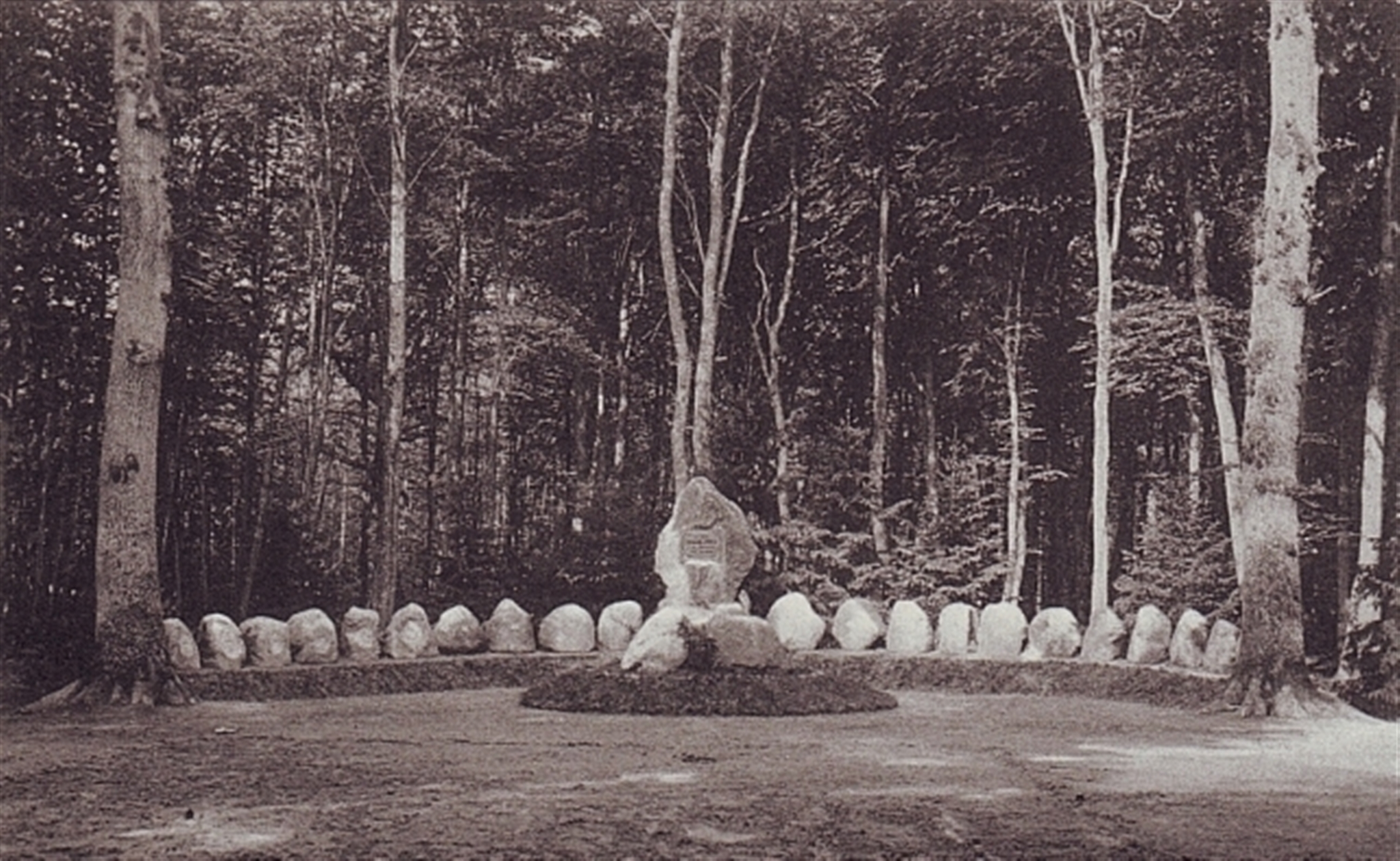
Denkstätte im Zepeliner Holz 1910

### Widmung

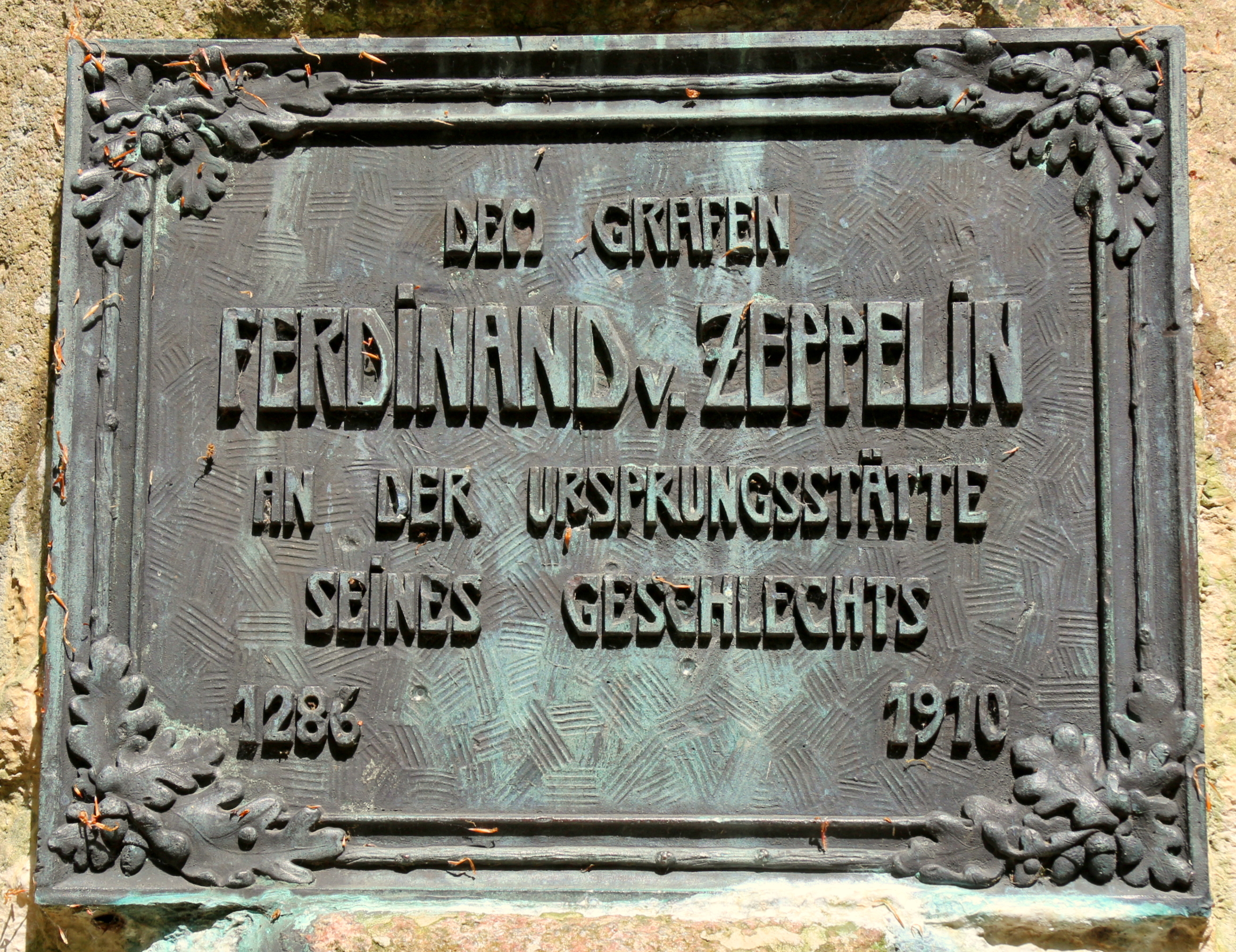
Bronzetafel

Die Vorderseite trägt eine Bronzetafel nach dem Entwurf von Adolph Prahst. Die Tafel wurde in Wismar modelliert und gegossen. Auf der Rückseite des Granitfindlings ist das Zeppelinsche Wappen mit den zwei Eselsköpfen eingehauen.
Vorderseite:

### Dankschreiben des Grafen von Zeppelin
Ferdinand von Zeppelin richtete an den Dorfschulzen seines Stammortes im Mai 1910 ein Schreiben, in dem es heißt:

## Herkunft des Geschlechts Zepelin (Zeppelin)
Namensherkunft

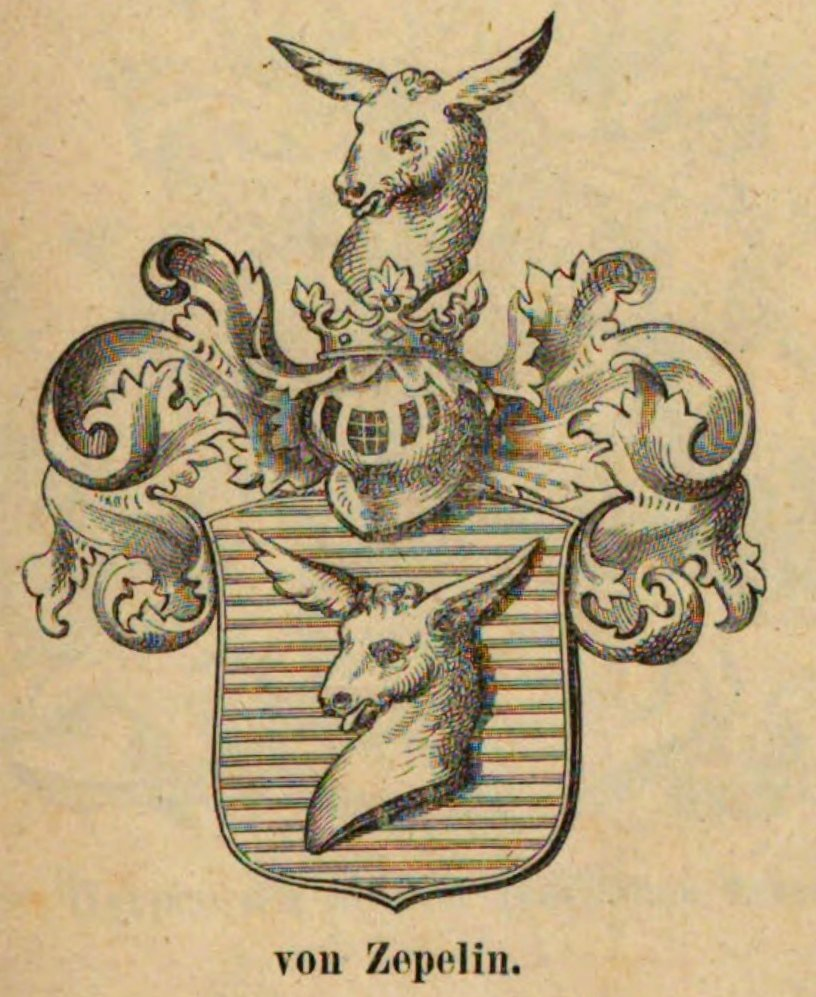
Geschlechterwappen

Während der Kreuzzüge sächsischer, dänischer und polnischer Fürsten gegen die Elbslawen eroberte Heinrich der Löwe, Herzog des Stammesherzogtum Sachsen und Baiern, im 12. Jahrhundert das Gebiet der mecklenburgischen Slawen. In diesem eroberten Gebiet ließ sich sein Gefolge nieder, das aus loyalen Vasallenfamilien bestand. Unter ihnen war Ritter „von Hoge“, ein Angehöriger der Grafschaft Hoya, der sich in der Region des heutigen Landkreises Rostock niederließ. Es ist wahrscheinlich, dass seine Söhne die Namen der Orte ihrer Lehen, Bützow und später Zepelin, annahmen. Trotz der verschiedenen Namenswechsel führten die drei Familien seit ihrem frühesten Auftreten ein ähnliches oder dasselbe Wappen, das einen seltenen Eselkopf als Wappenfigur zeigt.
gemeinsamer Vorfahr
Der gemeinsame Vorfahr aller „Zepelins“ und „Zeppelins“ ist der im Jahr 1286 urkundlich erwähnte Heynricus de Cepelin (Heinrich von Zepelin), ein Dienstmann des Fürsten Heinrich von Werle-Güstrow. Bereits 1246 wird das Dorf Zepelin erstmals im Mecklenburgischen Urkundenbuch erwähnt, wobei zu diesem Zeitpunkt bereits Hufe in ritterlichem Besitz waren.